# Консульство Российской империи в Кашгаре
Консульство Российской империи в Кашгаре — консульство Российской Империи в городе Кашгар эмирата Йеттишар, в Кашгарии (Восточном Туркестане), было основано в 1882 году, с 1895 года — Генеральное консульство, полное официальное название «Российское императорское генеральное консульство в Кашгаре».

## История
История консульства восходит к периоду отношений России с независимым правителем Йеттишара Якуб-беком. Мысль об учреждении русского дипломатического представительства в Кашгаре принадлежит туркестанскому генерал-губернатору К. П. фон-Кауфману. В 1875 году им в качестве первого русского консула в Кашгаре был выбран и. д. начальника Копальского уезда подполковник П. Я. Рейнталь, дважды (1868 и 1875) побывавший в Кашгаре с дипломатическими поручениями. После разгрома цинскими войсками государства Якуб-бека в 1877 году вопрос о создании дипломатического представительства в Кашгаре был временно снят с повестки дня. В 1882 году в соответствии с Санкт-Петербургским договором, заключенному между Россией и Китаем об Илийском крае, границе и торговле в Западном Китае (12 февраля 1881 года), было открыто российское консульство в Кашгаре. Первым русским консулом в Кашгаре стал Н. Ф. Петровский (1837—1908), который впервые посетил Кашгар в ноябре — декабре 1882 года, а с декабря 1883 года приступил к исполнению своих обязанностей на постоянной основе.
Первоначально консульство размещалось в арендованном у туземцев глинобитном доме, в крайне стесненных условиях. В 1884—1885 гг. Петровский приступил к обустройству консульства — были построены две казармы, помещения для начальника консульского конвоя, фельдшера, баня, кухня и прочее.

Как оазис среди пустыни показалось мне консульство, которое приютило меня и моих спутников. Оно занимает дом одного из здешних оптиматов, на окраине старого города, за стеною. Хотя полы каменные, хотя не только мебель, но и печи, оконные стекла и т. п. пришлось выписать из Ташкента, но все же в нём по крайней мере достаточное количество светлых комнат, оштукатуренные стены, чистые дворики и порядочный фруктовый сад, так что в общем итоге этот дом по здешнему масштабу может считаться дворцом. К нему прилегает помещение консульского помощника, канцелярия и казарма для конвоя, состоящего из 50 казаков при одном офицере. Кроме консула и его семейства, секретаря и казачьего офицера, к европейскому элементу консульства ещё принадлежит делопроизводитель, пожилой господин из поляков, приехавший сюда как помощник голландского миссионера. Прислуга, кроме одной русской женщины, состоит из сартов".
В дальнейшем консульство, расположенное вне стен старого города, на возвышенном берегу р. Тюменьсу, непрерывно перестраивалось. Участок земли, на котором размещалось консульство, был приобретен в собственность русского правительства. К началу первой мировой войны в консульстве размещался значительный консульский конвой (до ста казаков), имелась радиостанция, собственная амбулатория, часовня, метеорологическая станция. На территории консульства Н. Ф. Петровским был сооружен памятник известному исследователю Центральной Азии А. Шлагинтвейту, зверски убитому в Кашгаре в 1857 г. правителем Восточного Туркестана Вали-ханом (памятник разрушен во время политических смут в Синьцзяне в 1930-х гг.). С консульством действовало постоянное почтовое сообщение на Фергану (через Ош) и в Семиречье (через Нарынское укрепление). Консульство оказывало консульское обеспечение для значительной русской колонии в Кашгарии. В самом Кашгаре действовала русская таможня, почта, отделение Русско-Китайского (с 1910 — Русско-Азиатского) банка, торговые заведения и хлопкоочистительные заводы, принадлежащие русским подданным. При консульстве находились врачи русской противочумной службы — доктора Пальцев (1901—1903), Баумхольц (1904) и другие, осуществлявшие контроль над эпидемиологической обстановкой в Кашгарии. В 1899—1906 гг. в генеральном консульстве действовала резидентура русского Генерального штаба, которая была представлена офицерами Генерального штаба, проходящими службу в Туркестанском военном округе, — капитаны Л. Г. Корнилов, З. И. Зайченко, Н. Г. Чернозубов («капитан Чэ», как именовали его британцы в донесениях из Кашгара), А. П. Фёдоров, подполковник В. Г. Ласточкин. В оперативном управлении консула и начальника консульского конвоя находился стационарный пост в Ташкургане в Сарыколе, численностью 15—20 чел. солдат при офицере. Ташкурганский пост поддерживал линию коммуникации между консульством в Кашгаре и Памирским отрядом, а также контролировал кратчайшие пути с Памира в Восточный Туркестан и из Сарыкола в Хунзу и Северо-Западный Тибет. В 1912—1913 гг. в Кашгаре дислоцировался русский экспедиционный отряд (до 1 тыс. чел.). Для языковой стажировки к консульскому конвою прикомандировывались выпускники и слушатели Ташкентской офицерской школы восточных языков.

### Содействие в исследованиях Центральной Азии
Российское консульство в Кашгаре оказывало большое содействие русским и иностранным путешественникам по Центральной Азии — Н. М. Пржевальскому, М. В. Певцову, Аурелу Стайну, Альберу фону Лекоку и Альберу Грюнведелю. Помощь Н. М. Пржевальскому и М. В. Певцову, которые сами никогда в Кашгаре не были, выражалась в получении у китайских властей паспортов (в частности, для Пржевальского и членов его экспедиции), приёма и отправки корреспонденции, передачи инструкций Главного штаба, помощи в вопросах снабжения.
В разные годы в консульстве останавливались братья Г. Е. и М. Е. Грум-Гржимайло, Б. Л. Громбчевский, В. Ф. Новицкий, С. М. Дудин, М. М. Березовский, К. Г.-Э. Маннергейм, французские путешественники Жюль-Леон Дютрейль де Рэн и Фернан Гренар, швед Свен Гедин, немец Готтфрид Мерцбахер, американец Эллсуорт Хантингтон и другие.

### После революции
После революций в России в консульстве нашли приют беженцы из Русского Туркестана, офицеры, солдаты и казаки белых армий, которые были интернированы китайской администрацией.
Консульство прекратило своё официальное существование после признания Китаем Советской России (1924 г.). После отъезда из Кашгара в Пекин бывшего консула А. И. Успенского (октябрь 1920 г.), всю заботу по сохранности зданий и имущества консульства, а также и сада консульства взял на себя последний остающийся в Кашгаре сотрудник консульства — бывший фельдшер консульской амбулатории А. Ф. Яковенко (прибыл в Кашгар в 1912 году), который в сентябре 1925 года сдал имущество М. Ф. Думпису, вновь назначенному генеральному консулу Союза ССР в Кашгаре. Архив российского императорского генерального консульства в Кашгаре по просьбе российского императорского посольства в Пекине в сентябре 1920 года был передан на временное хранение в британское генеральное консульство в Кашгаре. Передача архива произошла при содействии лорда Керзона, непосредственно приём документов осуществил британский консул в Кашгаре майор П. Эсертон (Major Percy T. Etherton). Дальнейшая судьба ценного архива неизвестна.
В настоящее время находится на территории популярного кашгарского отеля Seman. 

## Консулы и Генеральные консулы
- 1882—1903 — Петровский, Николай Фёдорович (1837—1908, Ташкент), консул, с 1895 г. генеральный консул.
- 1904—1909 — Колоколов, Сергей Александрович (1868—1921, Мукден), генеральный консул.
- 1909—1914 — Соков, Сергей Васильевич, консул, генеральный консул (с 17 мая 1910).
- 1914—1917 — Мещерский, Дмитрий Викторович (1875—1933, Варшава), князь, генеральный консул.
- 1917—1920 — Успенский, Александр Иванович (?—1932, Харбин), генеральный консул.

## Секретари Российского императорского консульства и Генерального консульства
- 1883—1894 — Лютш, Яков Яковлевич.
- 1896—1901 — Колоколов, Сергей Александрович.
- 1902—1906 — Лавров, Михаил Иванович.
- 1909—1911 — Вальтер, Александр Александрович[источник не указан 1846 дней].
- 1911—1912 — Беренс, Эдуард Людвигович.
- 1913—1914 — Гагельстром, Виктор Владимирович.
- 1914—1915 — Романов.
- 1915— 1916 — Роздольский Казимир-Валериан Станиславович[источник не указан 2003 дня].
- 1916—1917 — Успенский, Александр Иванович.
- 1918 — Стефанович, Георгий Феофанович.

## Драгоманы Российского императорского консульства и Генерального консульства
- 1909—1910 — Хионин, Алексей Павлович.
- 1910—1912 — Гагельстром, Виктор Владимирович.
- 1913—1915 — Федоров, Владимир Михайлович.
- 1916—1917 — Стефанович, Георгий Феофанович.

- Современные фотографии здания консульства